# Чад Хърли
Чад Мередит Хърли (на английски: Chad Meredith Hurley) е американски компютърен специалист и бизнесмен.
Той е съосновател и главен изпълнителен директор на популярния уебсайт за споделяне на видео YouTube. През юни 2006 г. Хърли е поставен на 28-ото място в класацията 50 People Who Matter Now. През октомври 2006 г. той и съдружниците му продават YouTube за 1.65 милиарда щатски долара на Google.
Хърли работи за уебсайта за електронна търговия eBay и дъщерния му сайт за електронни разплащания PayPal, като една от неговите задачи е била изработването на лого за сайта, преди да започне разработката на сайта YouTube, съвместно с колегите си от PayPal - Стив Чен и Джауед Карим.
Като специалист по потребителски интерфейс, в началото Чад е отговорен за маркирането и видео споделянето в YouTube.

## Биография
Чад е роден в семейството на Дон и Джоан Хърли, израства край Бърдсборо, Пенсилвания. Той има по-голяма сестра (Хедър) и по-млад брат (Брент). В детството си Чад показва интерес към изобразителното изкуство и започва да се интересува от компютри и електронни медии, когато учи в гимназията. Член е на ученическата Асоциация на технологиите.
Завършва гимназия „Twin Valley“ през 1995 г. Получава бакалавърска степен по изобразително изкуство в Университета на щата Индиана.
Преди да завърши своето образование Хърли чува за новосъздадената компания за електронни разплащания PayPal, базирана в Калифорния. Чад Хърли кандидатства за работа в компанията и е поканен на интервю, а по-късно става част от екипа. След като заминава за Калифорния, той е поканен да разработи лого на компанията, за да покаже уменията си. Резултатът е актуалното лого на PayPal, което и се използва във всички видове онлайн трансакции на компанията.
Докато работи за PayPal, Чад среща Стив Чен и Джауед Карим, които работят като инженери в компанията. Тримата често споделят своите бизнес идеи. През 2002 г. PayPal е закупена от гиганта за електронна търговия eBay за сумата от 1,54 милиарда долара, като Хърли получава сериозен финансов бонус, който той използва за финансиране на бъдещото съвместно предприятие. Друга личност, която им помага, е Ройлоф Бота, бивш главен финансов директор на PayPal.

### YouTube
YouTube е основан от Хърли, Чен и Карим, като първоначалната идея е да се споделят лични видеоклипове, записани на официална вечеря с приятели в Сан Франциско, състояла се през януари 2005 г. Решават да направят това, защото изпращането на клиповете по електронна поща е проблем. Е-пощата ги отхвърля, защото са много големи, а пощите имат ограничения. Публикуването на видеоклипове онлайн също е проблем.
Така тримата решават да изработят нещо с опростен дизайн. Сайтът скоро става един от най-популярните места в Интернет, защото основателите проектират сайта така, че да могат хората да публикуват свои видеоклипове в YouTube за минути. Потребителите могат също така и да коментират видеоклиповете, качени от други потребители. За кратко време стотици нови клипове се качват на ден.
На 16 октомври 2006 г. Чен и Хърли продават YouTube на Google.Inc за 1,65 милиарда долара.

## Формула 1 и USF1
Съоснователят на YouTube помага във финансово отношение на базирания в Шарлът, САЩ, новосъздаден тим от Формула 1 - Team US F1, който стартира своето участие в календара на ФИА - Формула 1 от сезон 2010. US F1 става първият представител на САЩ във Формула 1 от 40 години насам.
Участието на Чад Хърли се изразява в помощ под формата на корпоративна стратегия и медийно планиране.